# Dầu bôi trơn cá nhân
Dầu bôi trơn cá nhân là dầu bôi trơn chuyên dùng cho quan hệ tình dục hoặc thủ dâm nhằm làm giảm ma sát của dương vật, âm đạo, hậu môn hoặc phần khác của cơ thể. Dầu bôi trơn cá nhân bắt nguồn từ dầu bôi trơn y tế.

## Phân loại
- Dầu bôi trơn cá nhân gốc nước (water-based) là loại tan trong nước và được bán rộng rãi nhất.
- Dầu bôi trơn hữu cơ (tự nhiên).
- Dầu bôi trơn gốc dầu (oil-based) chẳng hạn như Vaselline có thể làm phân hủy cao su nên không nên dùng trong quan hệ âm đạo hoặc hậu môn vì nó có thể làm hỏng bao cao su hoặc màng chắn âm đạo. Nó có thể dùng với bao cao su bằng chất liệu polyurethane (PU).
- Dầu bôi trơn gốc silicon (silicon based).
- Dầu bôi trơn đặc biệt.

## Sử dụng

### Y tế
Trong y tế, dầu bôi trơn cá nhân như Wallace-O'Farrell's Slippery Stuff Gel, K-Y Jelly, Astroglide, Lupin Lubricant hoặc Probe Personal Lubricant được dùng trong khám bệnh phụ khoa, thăm khám hậu môn, thụt mũi và đo nhiệt hậu môn. Thực ra dầu bôi trơn cá nhân ban đầu được chế tạo để dùng cho mục đích y tế.

### Quan hệ tình dục
Dầu bôi trơn dùng để tăng khoái cảm và giảm đau khi quan hệ tình dục. Đặc biệt nó được dùng khi phụ nữ bị khô âm đạo hoặc co âm đạo. Quan hệ hậu môn cần có dầu bôi trơn vì hậu môn không có chất nhờn tự nhiên.
Nhiều người tự ý dùng dầu massage, dầu ăn, sữa tắm, kem dưỡng da, gel cạo râu thay cho chất bôi trơn. Tuy nhiên, các chất dẫn bôi trơn có trong sữa tắm, dầu ăn dễ làm viêm nhiễm bộ phận sinh dục. Một số hoá chất trong dầu masage và vaseline có thể khiến cho bao cao su bị phân huỷ, dễ bị rách khi sử dụng.

### Thủ dâm

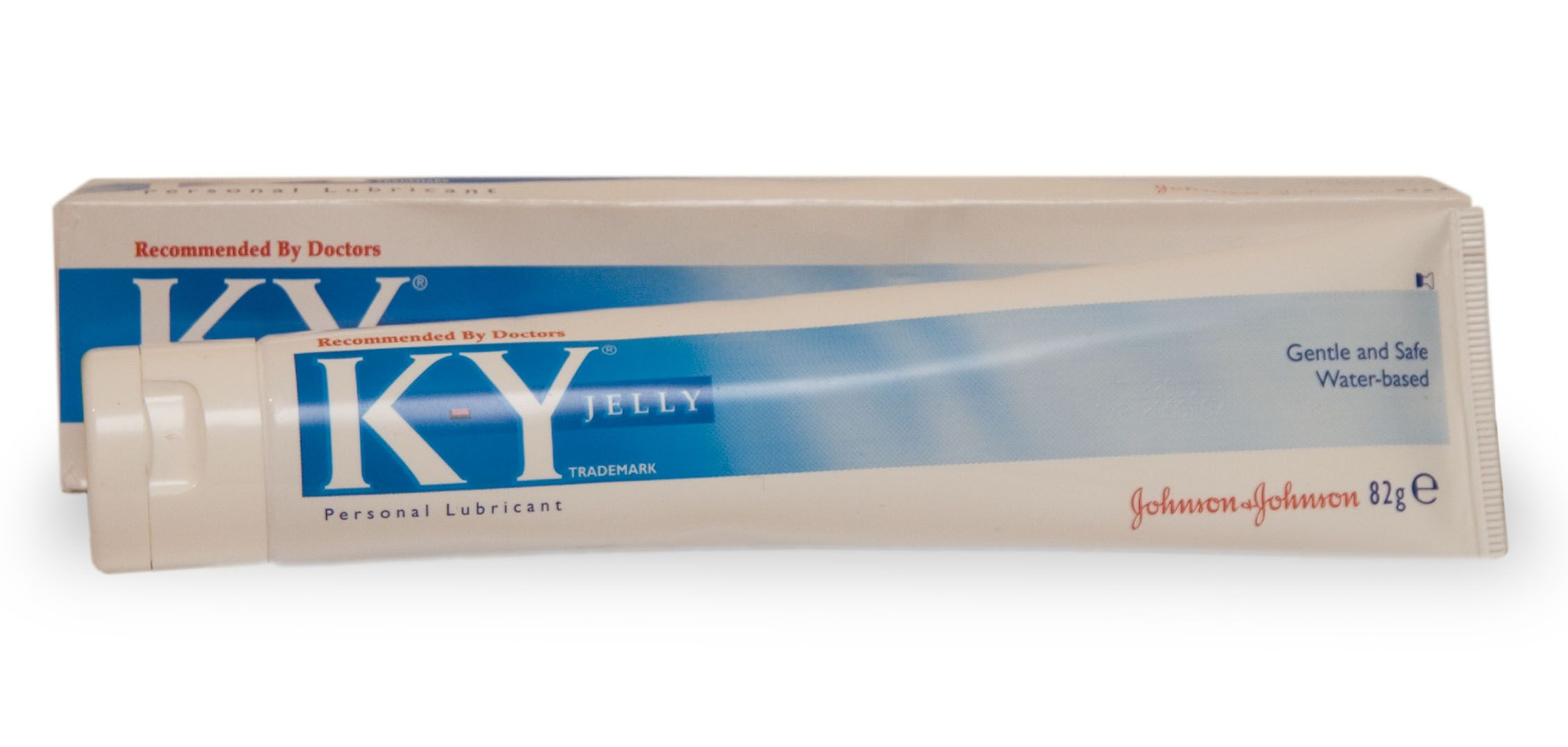
Một tuýp K-Y Jelly

Chất nhờn tự nhiên của mỗi người tiết ra là khác nhau nên đôi khi dầu bôi trơn được dùng thêm.